# Maïva Hamadouche
Pour les articles homonymes, voir Hamadouche.
Maïva Hamadouche est une boxeuse et policière française, née à Albi le 4 novembre 1989.
Elle est championne du monde IBF des super-plumes de novembre 2016 à novembre 2021. Qualifiée pour les Jeux olympiques de 2020 à Tokyo, elle s'incline en 16e de finale face à la future médaille de bronze Mira Potkonen.

## Biographie
Originaire du Tarn, elle est élevée par une mère célibataire au sein d'une fratrie de 6 enfants. Titulaire d'un baccalauréat économique et social, elle envisage d'abord de faire des études de droit mais abandonne cette idée à cause de difficultés familiales et économiques. Également intéressée par l'armée et plus précisément par le déminage, elle est reçue au concours de l'École nationale des sous-officiers d'active de Saint-Maixent. Ne souhaitant pas quitter la France pour continuer à se consacrer à la boxe, elle décide finalement, à 19 ans, de faire carrière dans la police. Ainsi, en 2009, elle intègre l'école de police de Rouen.
Elle travaille pendant deux ans à Asnières-sur-Seine puis intègre en 2014 la Compagnie de sécurisation et d'intervention de Paris. Elle reçoit en mars 2018 la médaille de bronze du courage et du dévouement de la préfecture de Paris pour avoir sauvé en juin 2017 un jeune migrant mauritanien, blessé par un conducteur, en lui appliquant un garrot sur la jambe.

## Carrière sportive

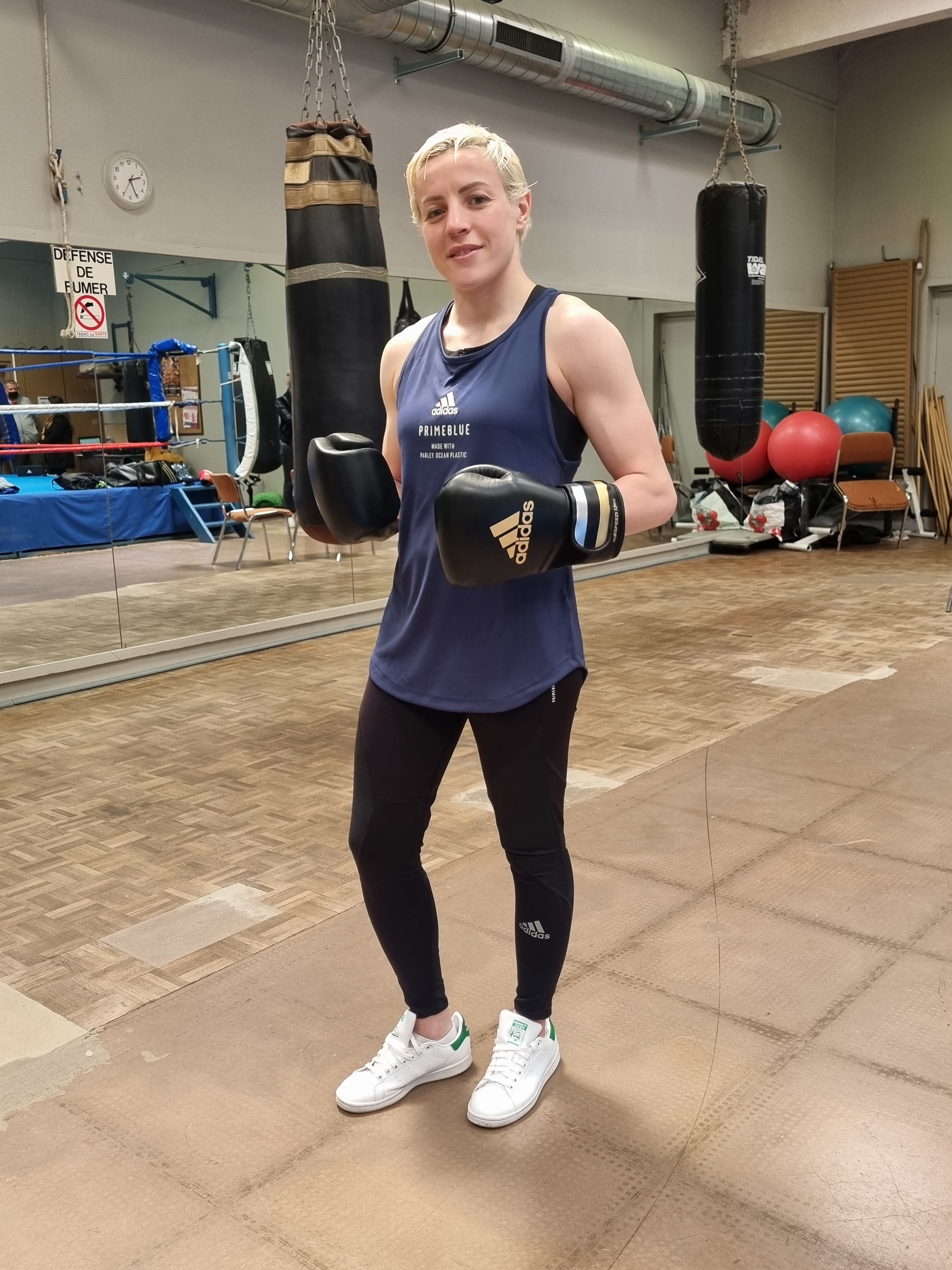
Maïva Hamadouche à l'entraînement en 2021.

Après avoir pratiqué le football, elle débute la savate (boxe française) à l'âge de 14 ans, et pratique également la boxe anglaise par la suite,. Elle passe en catégorie professionnelle en 2013. Elle s'entraîne à Saint-Juéry à ses débuts, puis à Clichy depuis qu'elle travaille à Paris, avec pour coach Sot Mezaache.
Elle est six fois vice-championne de France en savate et en anglaise, finissant par opter pour la deuxième discipline malgré ses débuts en boxe française.
En mars 2015, à Milan, elle devient championne d'Europe des poids légers, alors que le titre est vacant, en battant l'Italienne Anita Torti par jet de l'éponge au 5e round puis elle conserve son titre en mai à Clichy en s'imposant aux points en dix rounds contre la même concurrente.
En novembre 2016, Maïva Hamadouche remporte son premier titre de championne du monde IBF des super-plumes, alors vacant, en s'imposant aux points en 10 rounds à Paris face à l'Américaine Jennifer Salinas. Elle devient la troisième Française à gagner ce titre après Myriam Lamare et Anne-Sophie Mathis. Elle conserve en janvier 2017 contre la Bulgare Milena Koleva, en mai 2017 contre l’Argentine Anahi Esther Sanchez, puis en janvier 2018 contre la Française Myriam Dellal. Le 4 décembre 2018, Maïva Hamadouche conserve son titre de championne du monde IBF de boxe, le cinquième consécutif, face à la Brésilienne Viviane Obenauf.
Elle défend à nouveau son titre mondial le 18 juillet au Cannet contre la Mexicaine Janeth Perez. Après cette victoire, elle fait son retour en équipe de France de boxe amateur en août 2019, afin de tenter la qualification pour les prochains Jeux olympiques de Tokyo en 2020, tout en continuant de défendre son titre mondial chez les professionnelles. Ce retour en équipe de France est marqué par une médaille d'argent aux championnats d'Europe en août 2019, à Madrid.
Elle est surnommée « El Veneno » (« le poison » en espagnol). En 2016, son promoteur est Malamine Koné. Depuis septembre 2018 son promoteur est Brahim Asloum et depuis septembre 2020, elle fait partie de l’écurie Matchroom et ses promoteurs sont Eddie Hearn et Christian Cherchi[réf. nécessaire].
En juillet 2021, elle participe aux Jeux olympiques à Tokyo, où elle s'incline en 1/16 de finale face à Mira Potkonen, médaillée de bronze.

## Distinction
- Médaille de bronze du courage et du dévouement de la préfecture de Paris en 2018